# قاعدة رامشتين الجوية
قاعدة رامستين الجوية (بالإنجليزية: Ramstein Air Base)‏ هي قاعدة جوية أمريكية تقع في ولاية راينلند بالاتينات جنوب غرب ألمانيا.